# Мідделстюм
Мідделстюм (нід. Middelstum) — село в нідерландській провінції Гронінген. Входить до складу муніципалітету Емсделта.
Його площа становить 25,17км², а населення станом на 2021 рік складало 2 325 осіб.
До 1990 року мало статус окремого муніципалітету.

## Галерея

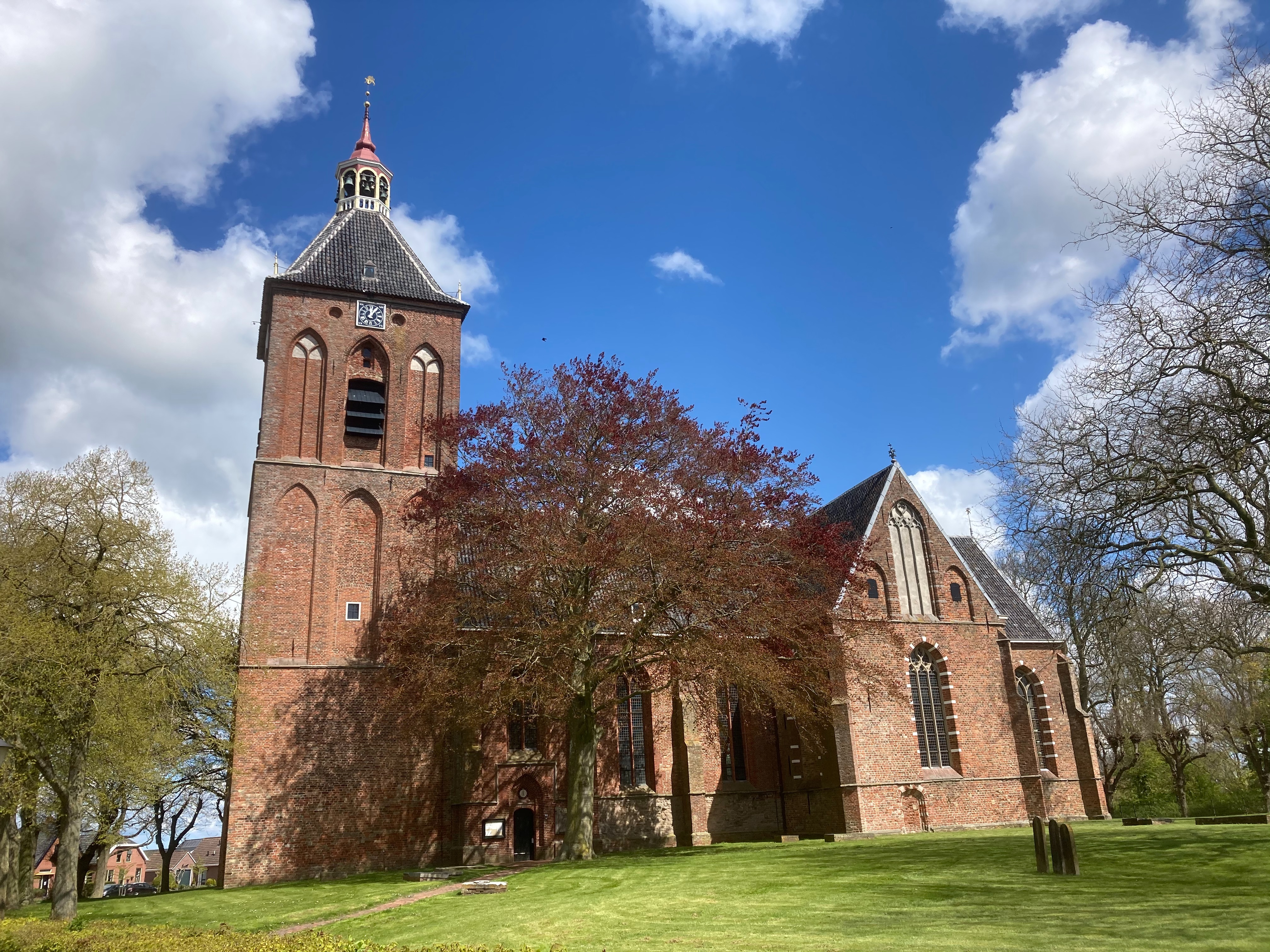
Церква в Мідделстюмі
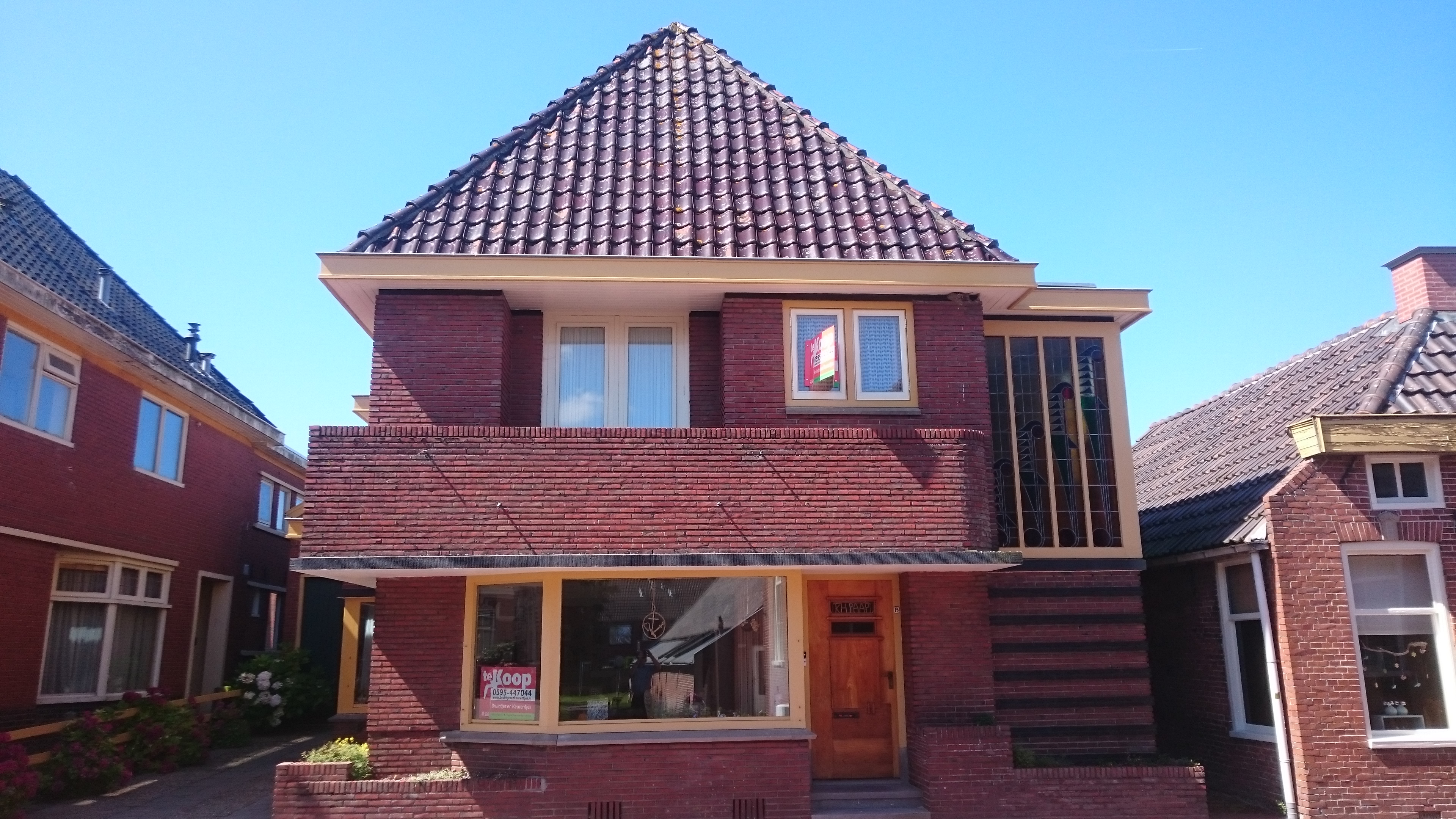
Сільський будинок
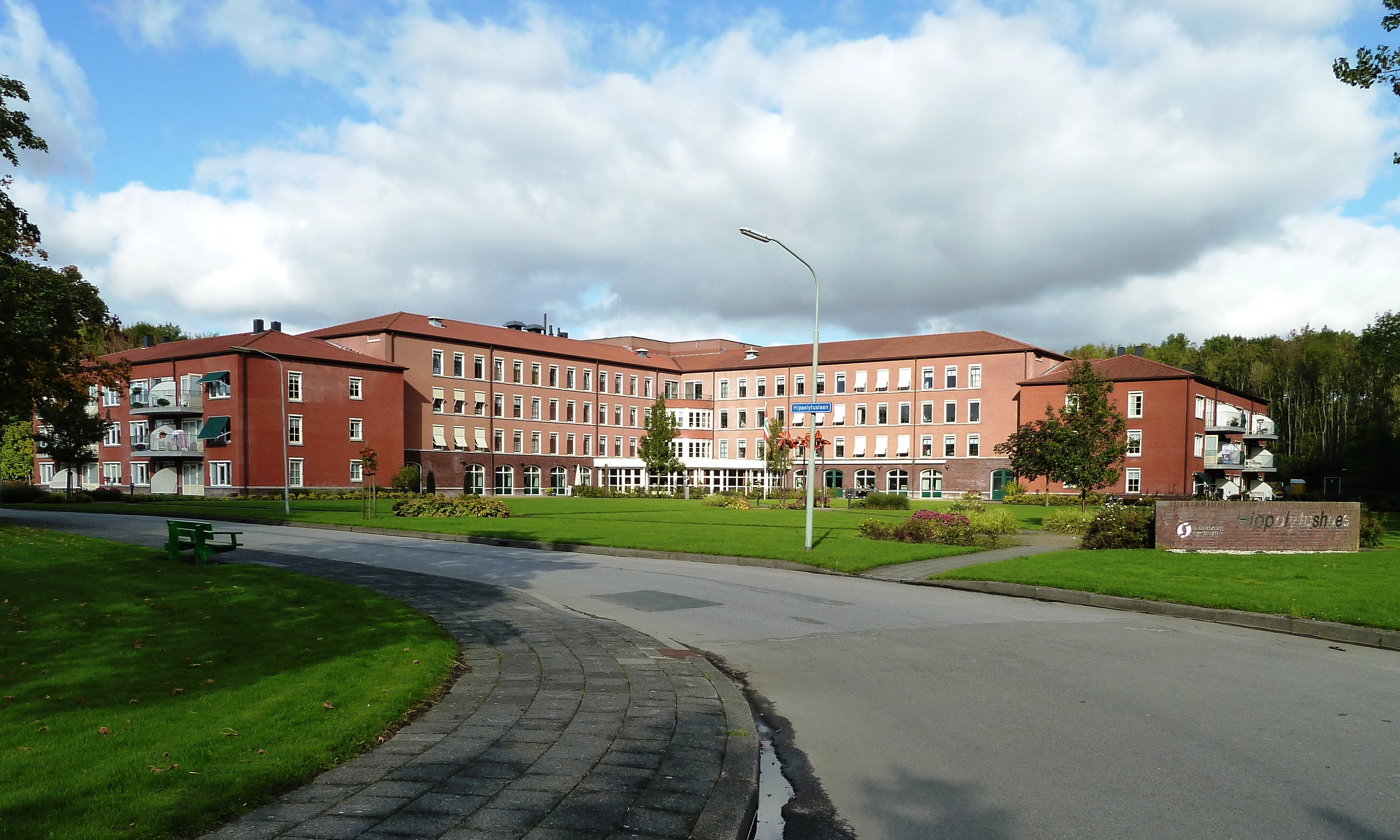
Будинок літніх людей у Мідделстюмі